# Jarosław Klonowski
Jaroslaw Klonowski (ur. 16 grudnia 1981) – polski pisarz, autor kryminałów i fantasy. Studiował historię na bydgoskim UKW, na kierunku Promocja Dóbr Kultury.

## Życiorys
Pisze głównie kryminały i powieści grozy. Jego debiutem literackim było opowiadanie Mała Chińska Osobowość opublikowane w „Nowej Fantastyce” we wrześniu 2010. Opowiadanie zostało docenione w plebiscycie QFant, zyskując opinię 6 z 10 najlepszych opowiadań SF 2010 roku. Publikował opowiadania w „Nowej Fantastyce”, „Science Fiction” „Opowieściach Niesamowitych”, „Magazynie Fantastycznym” oraz w internetowych czasopismach „Qfant” i „Esensja”. Jego pierwszą powieścią był Długowiecznik, Królowe Tary, opublikowana w 2010 roku przez wydawnictwo Hapobox. Za następną powieść, wydaną przez Wydawnictwo MG Tajemnicę świętego Wormiusa (2011), otrzymał nagrodę Jury w plebiscycie na najlepszą książkę na wiosnę portalu Granice PL. Z kolei jej kontynuacja, książka Ognie świętego Wita (2011) została przez jury Granice PL uznane najlepszą książką na jesień. Cykl zamyka wydana w 2012 roku książka Miriam.
W 2013 roku ukazała się jego kolejna powieść Labirynt w Sierra Madre, a po niej w 2016 lovercraftowski Głos Morza.
Od 2017 roku współpracuje ze Stowarzyszeniem Przystań, skupiającym utalentowanych twórców amatorów. Dzięki Przystani zrealizował słuchowisko do książki Cały Ten Jazz, kryminału wydanego nakładem Wydawnictwa CM pod koniec 2017 roku. Książka była adaptowana jako przedstawienie teatralne, połączone z występami wokalnymi w klimacie Nowego Orleanu lat 20. Także dla Przystani napisał sztukę „U’ Rodziny Edwarda”, która miała premierę 8 grudnia 2018 i okazała się sukcesem.
Kolejną książka wydaną w CM był kryminał o śmieciowej mafii Noc w Ogrodzie Ciemności, który ukazał się w czerwcu 2018. Z kolei w marcu pojawiła się książka Zimna Fala.
W 2020 roku stworzył Studio Grozy, nieformalną grupę twórców, która zajęła się adaptacjami grozy w ramach słuchowisk. Grupa adaptowała między innymi Płacz Anny Musiałowicz, oraz Drogę Zjednoczenia Wojciecha Guni. Innym owocem współpracy był również zapoczątkowany w 2020 konwent grozy Dreszczówka, który doczekał się dwóch odsłon. Klonowski jest również współautorem pierwszego filmu dokumentalnego na temat horroru ekstremalnego, Bękart Gatunku.
Studio Grozy działa obecnie w radiu, współpracując w ramach stałych audycji z Radiem Islanders.
W lutym 2022 roku Klonowski zapoczątkował akcję, która zakończyła się publikacją antywojennej antologii 24 02 2022. Jarosław Klonowski stał się jednym z redaktorów prowadzących zbioru. Antologia doczekała się także kontynuacji poetyckiej, wydanej jesienią tego samego roku.

## Publikacje
Powieści:
- Długowiecznik Królowej Tary (2010)[6] Wydawnictwo Hapobox
- Tajemnica świętego Wormiusa (2011) Wydawnictwo MG[7]
- Ognie świętego Wita (2011) Wydawnictwo MG[8]
- Miriam (2012) Wydawnictwo MG[9]
- Labirynt w Sierra Madre (2012) Wydawnictwo Żywia[10]
- Głos Morza (2016) Wydawnictwo Perspektywa[11]
- Cały ten Jazz (2017) Wydawnictwo CM[12]
- Noc w Ogrodzie Ciemności (2018) Wydawnictwo CM[13]
- Zimna Fala (2019) Wydawnictwo Dom Horroru[14]
- Motyle Zła (2020) Wydawnictwo Horror Masakra[15]
- Stowarzyszenie Przyjaciół Morderców (2023) Kości Publishing[16]

Opowiadania:
- Mała Chińska Osobowość
- Aurora
- Metro
- Bibliotekarz
- Piasecznicy
- Głos Morza
- Morrigu
- Dłużej od Kroków
- Lady in Red
- Ubieranie do Snu
- Pierwsze Loty w Stronę Księżyca